# Campionati del mondo di BMX - Cronometro femminile Junior
La Gara Donne Junior a cronometro è uno degli eventi disputati durante i Campionati del mondo di BMX UCI. Per la prima volta fu corso nel 2011.

## Albo d'oro
Aggiornato all'edizione 2016.
| Anno | Vincitrice      | Seconda          | Terza              |
| ---- | --------------- | ---------------- | ------------------ |
| 2011 | Melinda McLeod  | Brooke Crain     | Nadja Preis        |
| 2012 | Felicia Stancil | Nadja Pries      | Simone Christensen |
| 2013 | Felicia Stancil | Rachel Jones     | Sarah Sailer       |
| 2014 | Sandie Thibaut  | Domenica Azuero  | Shealen Reno       |
| 2015 | Axelle Étienne  | Ruby Huisman     | Natalia Afremova   |
| 2016 | Merel Smulders  | Bethany Shriever | Ruby Huisman       |

## Medagliere
| Pos.   | Nazione     | Oro | Argento | Bronzo | Totale |
| ------ | ----------- | --- | ------- | ------ | ------ |
| 1      | Stati Uniti | 2   | 1       | 1      | 4      |
| 2      | Paesi Bassi | 1   | 1       | 1      | 3      |
| 3      | Australia   | 1   | 1       | 0      | 2      |
| 3      | Francia     | 1   | 1       | 0      | 2      |
| 5      | Germania    | 0   | 1       | 2      | 2      |
| 6      | Ecuador     | 0   | 1       | 0      | 1      |
| 6      | Regno Unito | 0   | 1       | 0      | 1      |
| 8      | Danimarca   | 0   | 0       | 1      | 1      |
| 8      | Russia      | 0   | 0       | 1      | 1      |
| Totale | Totale      | 6   | 6       | 6      | 18     |